# Ovariëctomie-hype
De ovariëctomie-hype was een medisch schandaal dat plaatsvond in de 19e eeuw waarbij de eierstokken van vrouwen werden verwijderd in de overtuiging dat zij hierdoor onder andere geestelijk zouden verbeteren. Maar er was ook de gedachte dat het vele andere klachten zoals die van de overgang kon verminderen. Men noemt deze chirurgische ingreep oöforectomie of ovariëctomie. 
In Frankrijk werden de eierstokken lange tijd als problematisch gezien en de oorzaak van allerlei problemen gedurende de hele levensduur van vrouwen, van de puberteit tot de zwangerschap, tijdens de menstruatie, de borstvoeding en de menopauze, en ze zouden zenuw- en psychische aandoeningen veroorzaken, maar ook kanker en andere gynaecologische pathologieën.
Hysterie en moreel gedrag werden indertijd gekoppeld aan de pseudowetenschappelijke opvatting dat organen elkaar konden beïnvloeden en dat de eierstokken invloed hadden op de hersenen van vrouwen en daardoor op hun gedrag.
De ovariëctomie-hype bereikte zijn hoogtepunt in de late 19e eeuw, maar begon af te nemen naarmate de geneeskunde zich verder ontwikkelde en een beter begrip kreeg van de complexiteit van vrouwelijke gezondheidsproblemen. Nieuwe behandelingen en therapieën werden ontwikkeld, waardoor ovariëctomie geleidelijk aan werd vervangen door minder ingrijpende en meer wetenschappelijk onderbouwde benaderingen.